# 3. Sibirisches Armeekorps (Russisches Kaiserreich)
Das 3. Sibirische Armeekorps war ein Großverband des Kaiserlich Russischen Heeres. Es wurde im August 1900 aufgestellt und 1918 aufgelöst.

## Geschichte
Im Jahr 1900 wurde das 3. Sibirische Armeekorps unter dem Befehl von Generalleutnant Sergei Mylow im Irkutsker Militärbezirk aufgestellt.
Während des Russisch-Japanischen Krieges nahm es an den Schlachten am Yalu, Motien-Pass, Liaoyang und Mukden teil und war, neben dem 1. Sibirischen Armeekorps, eines der am meisten eingesetzten russischen Großverbände während des Krieges.
Das Armeekorps nahm am Ersten Weltkrieg teil und wurde 1918 aufgelöst.

## Gliederung

### 1900
- 3. Ostsibirische Schützen-Division (Generalleutnant Kaschtalinski)[2][3]
  - 1. Brigade (Generalmajor Mordanow)
    - 9. Infanterie-Regiment (3 Bataillone)
    - 10. Infanterie-Regiment (3 Bataillone)

  - 2. Brigade (Generalmajor Stolzin)
    - 11. Infanterie-Regiment (3 Bataillone)
    - 12. Infanterie-Regiment (3 Bataillone)

  - 3. Ostsibirische Schützen-Artillerie-Brigade (Oberst Schwerin)
    - 4 Feldartillerie-Batterien (jeweils 6 Geschütze)
- 6. Sibirische Infanterie-Division (Generalmajor Denilow)[4][5]
  - 1. Brigade (Generalmajor Jazinin)
    - 21. Infanterie-Regiment (3 Bataillone)
    - 22. Infanterie-Regiment (3 Bataillone)

  - 2. Brigade (Generalmajor Krischtschinski)
    - 23. Infanterie-Regiment (3 Bataillone)
    - 24. Infanterie-Regiment (3 Bataillone)

  - 6. Ostsibirische Schützen-Artillerie-Brigade (Oberst Meister)
    - 4 Feldartillerie-Batterien (jeweils 6 76-mm-Feldgeschütze M1900)[6]
- 1. Berittene Gebirgsartillerie-Batterie (6 Geschütze)
- Ussuri Kosaken-Regiment (5 Sotnias [Kompanien])
- 2. Ostsibirisches Pionier-Bataillon

### 1914
- 7. Sibirische Infanterie-Division
- 8. Sibirische Infanterie-Division
- 3. Sibirisches Artillerie-Bataillon

## Oberbefehlshaber
|     | Name                                                       | Von            | Bis            |
| --- | ---------------------------------------------------------- | -------------- | -------------- |
| 1.  | Generalleutnant Sergei Nikolajewitsch Mylow                | August 1900    | Januar 1901    |
| 2.  | Generalleutnant Anatolij Michailowitsch Stößel             | Februar 1904   | Mai 1904       |
| 3.  | Generalleutnant Fjodor Eduardowitsch Keller                | Mai 1904       | Juli 1904      |
| 4.  | Generalleutnant Nikolai Iudowitsch Iwanow                  | August 1904    | März 1905      |
| 5.  | Generalleutnant Nikolai Kaschtalinski                      | März 1905      | September 1905 |
| 6.  | Generalleutnant Paul von Rennenkampff                      | Juni 1906      | Dezember 1906  |
| 7.  | Generalleutnant Nikolai Nikolajewitsch Fleischer           | Dezember 1906  | Juli 1907      |
| 8.  | Generalleutnant Jewgeni Alexandrowitsch Radkewitsch        | Juni 1908      | 1912           |
| 9.  | Generalleutnant Wladimir Jegorowitsch Bucholz              | September 1912 | April 1913     |
| 10. | Generalleutnant Wladimir Petrowitsch Kornejew              | April 1913     | August 1914    |
| 11. | General der Infanterie Jewgeni Alexandrowitsch Radkewitsch | August 1914    | April 1915     |
| 12. | Generalleutnant Wladimir Onufrijewitsch Trofimow           | April 1915     | April 1917     |
| 13. | Generalleutnant Wladimir Fjodorowitsch Dschunkowski        | Oktober 1917   | Dezember 1917  |